# ウィリアム・リスカム

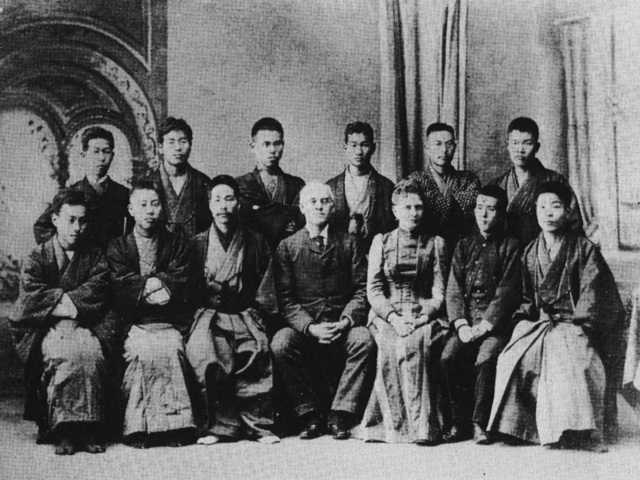
リスカム（前列中央）と慶應義塾大学部文学科の第1回卒業生（1892年）

ウィリアム・シールズ・リスカム（William Shields Liscomb、1848年 - 1893年9月5日）は、明治時代にお雇い外国人として来日したアメリカ合衆国の文学者である。

## 経歴
ブラウン大学出身。ハーバード大学総長チャールズ・W・エリオットの推薦により1889年（明治22年）10月23日にギャレット・ドロッパーズ、ジョン・ヘンリー・ウィグモアと共に来日し、慶應義塾との間に3箇年の雇用契約を結んで慶應義塾大学部文学科主任教師となった。担当科目は英文学で、温厚かつ篤実な人柄で塾生たちから敬愛されていたという。1892年末に契約満了となったため、さらに2年間契約延長をしたが、間もなく病を得て翌年6月に辞職して帰国（後任の文学科主任はアーサー・ロイド）。療養先のマサチューセッツ州コンコードで死去した。
教え子に川合貞一、田中萃一郎、神戸弥作、足立荘などがいる。